# Seznam politických stran na Islandu

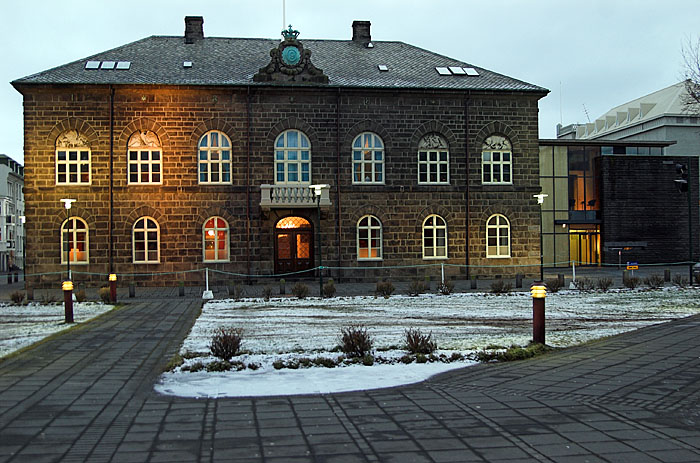
Alþingishúsið, sídlo islandského parlamentu (Althing)

Tento článek je seznamem politických stran na Islandu.

## Politické strany

### Zastoupení v Parlamentu od září 2021
Ve volbách v září 2021 bylo zvoleno osm stran. Níže uvedená tabulka ukazuje rozdělení mandátů v současném parlamentu.
| Strana | Strana | Strana                        | Volební symbol | Ideologie                                                                      | Spektrum                 | Předseda                       | Mandáty |
| ------ | ------ | ----------------------------- | -------------- | ------------------------------------------------------------------------------ | ------------------------ | ------------------------------ | ------- |
|        |        | Strana nezávislosti           | D              | liberální konzervatismus ekonomický liberalismus euroskepticismus              | středopravice až pravice | Bjarni Benediktsson            | 16/63   |
|        |        | Progresivní strana            | B              | agrarismus euroskepticismus populismus                                         | středopravice            | Sigurður Ingi Jóhannsson       | 13/63   |
|        |        | Levicově-zelené hnutí         | V              | demokratický socialismus ekosocialismus euroskepticismus feminismus pacifismus | středolevice až levice   | Katrín Jakobsdóttir            | 8/63    |
|        |        | Sociálně demokratická aliance | S              | sociální demokracie proevropanismus feminismus                                 | středolevice             | Logi Már Einarsson             | 6/63    |
|        |        | Lidová strana                 | F              | populismus práva osob se zdravotním postižením                                 | středolevice až pravice  | Inga Sæland                    | 6/63    |
|        |        | Pirátská strana               | P              | pirátská politika přímá demokracie                                             | synkretická politika     | —                              | 6/63    |
|        |        | Reformní strana               | C              | ekonomický liberalismus zelený liberalismus proevropanismus                    | středopravice            | Þorgerður Katrín Gunnarsdóttir | 5/63    |
|        |        | Strana středu                 | M              | populismus euroskepticismus                                                    | středopravice            | Sigmundur Davíð Gunnlaugsson   | 3/63    |